# Waldbuch (Marktrodach)
Waldbuch ist ein Gemeindeteil des Marktes Marktrodach im Landkreis Kronach (Oberfranken, Bayern).

## Geographie
Das Dorf liegt im Talgrund der Losnitz. Im Osten befindet sich die Fränkische Linie. Dort steigt das Gelände bis zur Radspitze (678 m ü. NHN) schroff an. Die Bundesstraße 303 führt die Losnitz entlang nach Seibelsdorf (0,7 km südöstlich) bzw. nach Großvichtach (2 km nordwestlich).

## Geschichte
Gegen Ende des 18. Jahrhunderts bestand Waldbuch aus 11 Anwesen. Das Hochgericht übte das bayreuthische Vogteiamt Seibelsdorf aus. Grundherren waren das Kastenamt Kulmbach (5 Höfe, 2 Halbhöfe, 2 Güter) und das Rittergut Seibelsdorf (2 Söldengüter).
Von 1797 bis 1808 unterstand der Ort dem Justiz- und Kammeramt Kulmbach. Mit dem Gemeindeedikt wurde Waldbuch dem 1808 gebildeten Steuerdistrikt Seibelsdorf und der im gleichen Jahr gebildeten Ruralgemeinde Seibelsdorf zugewiesen. Am 1. Mai 1978 wurde Waldbuch im Rahmen der Gebietsreform in die Gemeinde Marktrodach eingegliedert.

### Baudenkmäler
- Haus Nr. 1: Kornkasten
- Haus Nr. 2: Dreiseithof
- Haus Nr. 7: Ehemaliges Wohnstallhaus

- Haus Nr. 6: Eingeschossiges Kleinhaus mit Kellerstall und Satteldach, vermutlich erste Hälfte des 18. Jahrhunderts; drei zu vier Achsen; rückwärtige Achse noch übertünchtes Fachwerk, sonst verputzt massiv im frühen 19. Jahrhundert erneuert; Giebeldreieck verbrettert, über Eingangsseite vorgezogene Traufe.[6] Das Haus listete Tilmann Breuer in dem Buch Landkreis Kronach von 1964 mit seiner ursprünglichen Hausnummer als Kunstdenkmal auf. Es wird in der Denkmalschutzliste nicht geführt, da es entweder nicht aufgenommen, abgebrochen oder stark verändert wurde.

### Einwohnerentwicklung
| Jahr      | 001818 | 001819 | 001861 | 001871 | 001885 | 001900 | 001925 | 001950 | 001961 | 001970 | 001987 |
| Einwohner |        | 51     | 64     | 68     | 66     | 57     | 60     | 96     | 71     | 65     | 65     |
| Häuser    | 10     |        |        |        | 10     | 9      | 9      | 13     | 14     |        | 21     |
| Quelle    | [ 5 ]  | [ 8 ]  | [ 9 ]  | [ 10 ] | [ 11 ] | [ 12 ] | [ 13 ] | [ 14 ] | [ 15 ] | [ 16 ] | [ 1 ]  |

## Religion
Waldbuch ist seit der Reformation evangelisch-lutherisch geprägt und nach Seibelsdorf gepfarrt.